# 克里瓦欽齊
49°28′55″N 26°25′23″E / 49.48194°N 26.42306°E
克里瓦欽齊（烏克蘭語：Кривачинці）是位於烏克蘭西部的村莊，由赫梅利尼茨基州裡赫梅利尼茨基區的維季夫齊市鎮負責管轄。該村面積2.87平方公里，海拔高度312米，2001年人口948，人口密度每平方公里330.3人。